# Морковный торт
Морковный торт — торт, содержащий морковь, смешанную с тестом. Тёртая морковь смягчается в процессе приготовления, а торт, как правило, имеет мягкую, плотную текстуру. Морковь улучшает вкус, текстуру и внешний вид торта.

## Тесто и ингредиенты
Морковный торт напоминает так называемый «быстрый хлеб» по способу приготовления (мокрые ингредиенты, такие как яйца и сахар, смешиваются отдельно от сухих, а затем добавляются ко вторым) и окончательной консистенцией (которая является обычно более плотной, чем у традиционного торта).
Многие рецепты морковного торта включают в себя дополнительные ингредиенты, такие как орехи, изюм, ананас или кокосы. Обычно глазурь для морковного торта делается из сливочного сыра (сахарная пудра, сливочное масло/жирные сливки и сыр).

## Внешний вид
Морковный торт можно есть и просто так, но обычно он покрыт или увенчан белой глазурью или глазурью из сливочного сыра и орехами, как правило, нарезанными. Он часто покрыт глазурью или марципаном, выглядящим как морковь. Морковные торты могут иметь различные формы и могут продаваться предварительно упакованными в продуктовых магазинах или свежими в пекарнях. Иногда морковные торты делают слоёными.

## История
Происхождение морковного торта является спорным. Морковь использовалась для приготовления сладких пирожков ещё в Средневековье.
Многие историки кулинарии полагают, что морковный торт произошёл от морковных пудингов, которые ели европейцы в Средние века, когда сахар и подсластители были дорогими, и многие люди использовали морковь в качестве заменителя сахара для приготовления сладких десертов.
Вариации морковного пудинга стали включать запекание с корочкой (как тыквенный пирог), приготовленное на пару с соусом или формование на сковородах (как плам-пудинг) с глазурью.
В книге L’art du cuisinier (1814) Антуана Бовилье, шеф — повара Людовика XVI был рецепт «Gâteau де Carottes», который пользовался популярностью и его цитировали другие поваренные книги. В 1824 году Бовилье опубликовал в Лондоне английскую версию своей поваренной книги, которая включал в себя рецепт «Морковных пирогов».
Ещё один рецепт морковного торт XIX века принадлежит школе домашнего хозяйства муниципалитета Кайзераугст (кантон Аргау, Швейцария). Согласно «Кулинарному наследию Швейцарии» (многоязычная онлайн-энциклопедии традиционной швейцарской кухни и продуктов) это один из самых популярных тортов в Швейцарии, особенно на дни рождения детей.
Популярность морковного торта в Англии во время Второй мировой войны возросла из-за продовольственного дефицита.

## Галерея

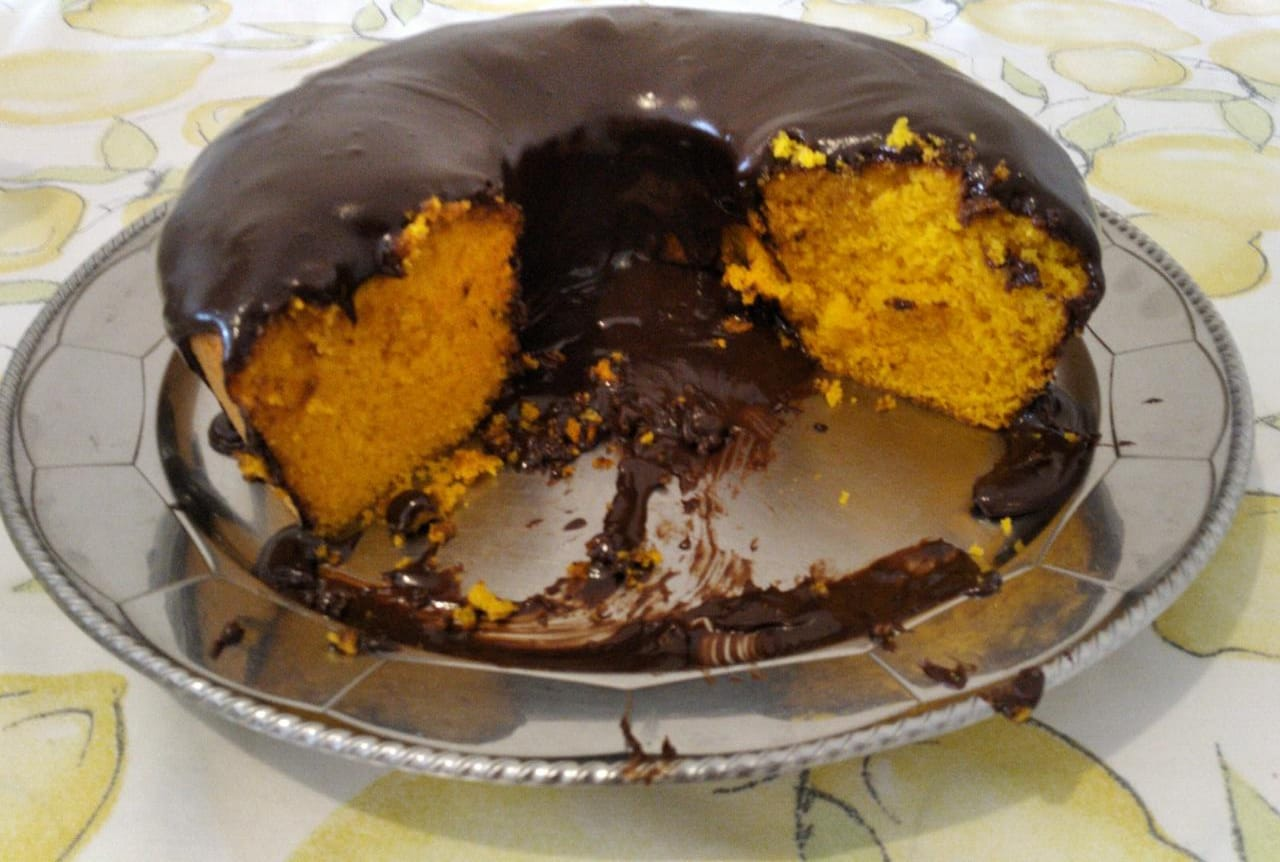
Бразильский Боло де Сенура
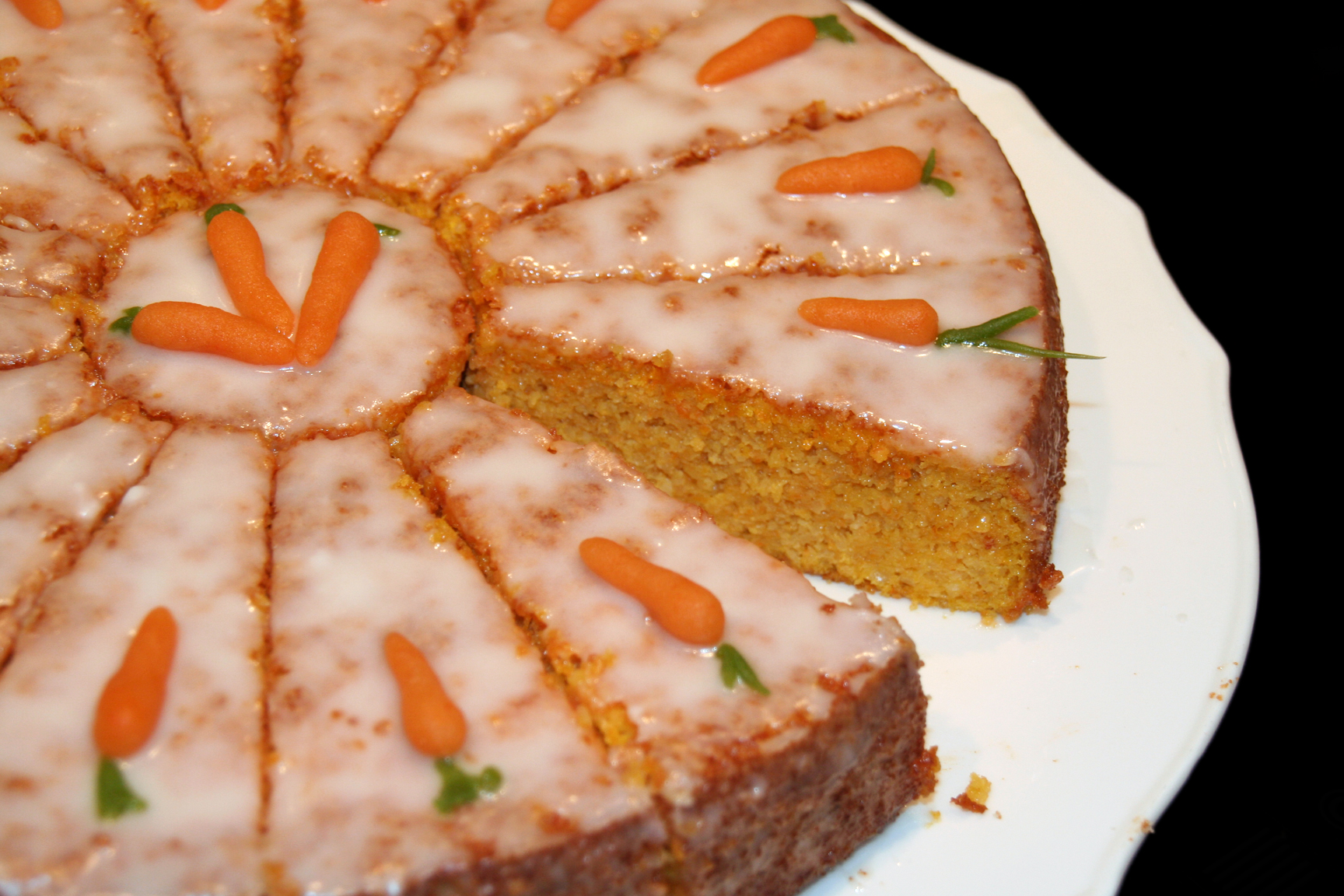
Швейцарский морковный торт «рюблиторте»
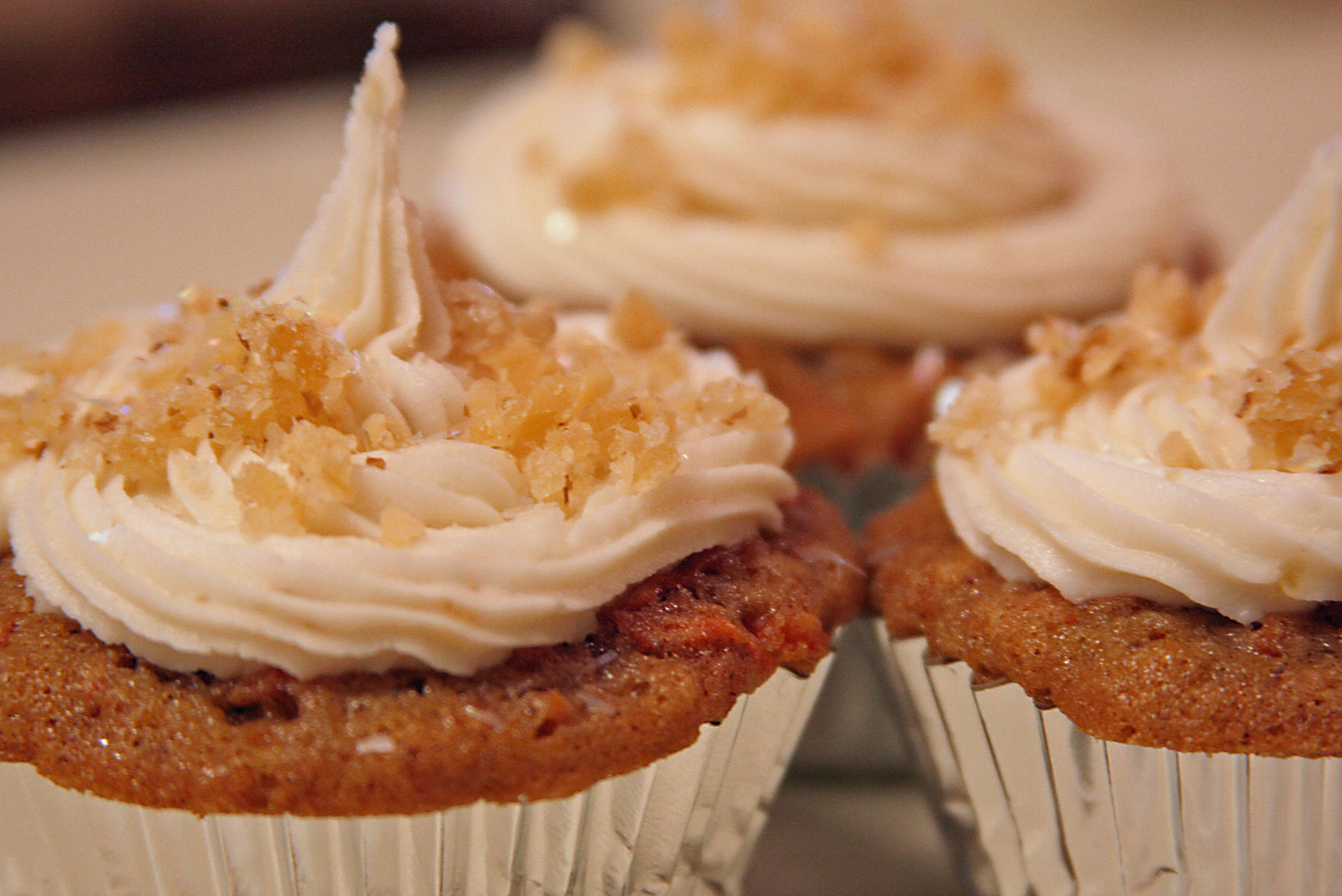
Капкейки из теста для морковного торта с засахаренной имбирной глазурью